# NATO Korai Előrejelző és Légtérellenőrző Programiroda
Lásd még: NAPMA (National Association of Professional Martial Artists)
A NATO Korai Előrejelző és Légtérellenőrző Programiroda (angol: NATO Airborne Early Warning and Control Program Management Agency; rövidítve:  NAPMA) a NATO Korai Előrejelző és Légtérellenőrző Programigazgatóság (NAPMO) végrehajtó szerve. Az ügynökséget a NAPMO alapító okiratának az Észak-atlanti Tanács által jóváhagyott változatát követően  hozták létre 1978-ban.

## Feladata[2]
A NAPMA felelős a NATO korai előrejelző és légtérellenőrző (NATO Early Warning and Control, röviden NAEW&C) programjával kapcsolatos mindennemű napi tevékenységért. A tevékenységek magukban foglalják a programhoz kötődő szerződéskötési, jogi, beszerzési, tervezési, pénzügyi területek minden szegmensét.

## Működési helye
A NAPMA állományának zöme Brunssumban (Hollandia) található. Egy-egy kisebb csoport dolgozik Brüsszelben (Belgium) a NATO Főparancsnokságon; Monsban (Belgium) a Szövetséges Műveletek Parancsnok Főparancsnokságán; Manchingban (Német Szövetségi Köztársaság) a modernizálási központban; és Bostonban (Amerikai Egyesült Államok).

## Az ügynökség felépítése
Az ügynökség felépítését az ábra mutatja.

### NAPMA vezérigazgató
Az ügynökséget vezérigazgató irányítja. Általános elv, hogy az ügynökség vezérigazgatója rotációs elven az Amerikai Egyesült Államok, illetve a Német Szövetségi Köztársaság hivatásos katonája lehet, de az ügynökség vezérigazgatója és a NATO Légi Korai Figyelmeztető és Ellenőrző Erők parancsnoka soha nem lehet ugyanattól a nemzettől. A vezérigazgató rendfokozata - általában - dandártábornok.
A vezérigazgatót - a NATO főtitkárral végrehajtott előzetes konzultációt követően - az Igazgatótanács jelöli . Szerződését az Igazgatótanács hagyja jóvá és a NATO főtitkár ellenjegyzi. Főbb feladatai:
- Az Igazgatótanács döntéseinek és a tanács által megszabott feladatok megvalósítása a mindennapi munkában.
- A szervezetre és a programokra vonatkozó javaslatok előkészítése és beterjesztése az Igazgatótanács elé döntésre.
- Éves költségvetési terv, valamint pénzügyi jelentések előkészítése döntéshozatalra az Igazgatótanács számára.
- Éves jelentés készítése és előterjesztése.
- Az Igazgatótanács által rá delegált jogköröket gyakorolja.
- Részt vesz az Igazgatótanács valamennyi ülésén - kivéve, ha a kimaradására az Igazgatótanács egyes esetekben külön intézkedik.
- A szükséges személyi döntések meghozatala a megüresedett beosztások betöltésére megfelelő időben. A5-ös és a fölötti beosztásoknál (ez kb. ezredesi rendfokozat) csak javaslatot tesz, döntést az Igazgatótanács hoz.
- Az Igazgatótanács üléseit előkészíti, arra biztosítja a feltételeket, és a megfelelően elkészített előterjesztéseket.

### NAPMA vezérigazgató helyettes
A vezérigazgató helyettes mindenben segíti a vezérigazgató munkáját, annak távollétében teljes jogkörben helyettesíti.

### Terv és Értékelő Osztály
Felelős az információ-technológiai szolgáltatásokért, támogatja a NAPMO Igazgatótanács munkáját. Meghatározza és tervezi az új programokat és kapcsolatot tart a külső, együttműködő szervezetekkel.

### Projekt Megvalósítási Osztály
Felelős a jóváhagyott projektek megvalósításáért a fejlesztési fázistól a megvalósítási és korszerűsítési fázison keresztül. Biztosítja a korszerűsítési projektek harmonizálását a NATO katonai szervezeteivel.

### Szerződéskötési, Logisztikai és Teszt Osztály
Felelős a szerződéskötésekért, az ipari részvétel és megtérülés harmonizálásáért, a logisztikai és konfiguráció kezelésért. Vezeti a rendszerteszteket és felel a minőségbiztosításért is.

### Pénzügyi Ellenőr Irodája
Kincstári funkciókat lát el. Felelős a tagállamok hozzájárulásainak lehívásáért, a költségvetés tervezéséért és végrehajtásáért. Végzi a költségelemzéseket, kezeli a pénzügyi, az utazási és számlavezetési rendszereket.

### Személyügyi és Adminisztrációs Iroda
Az összes személyügyi, biztonsági, általános adminisztrációs szolgáltatások, nyilvántartások és szállítási feladatok szervezéséért felelős.

## Állománya
A NAPMA 133 fős állományát a tagállamokból - költségvetési részvételi arányának megfelelő létszámmal - válogatják. Alapvetően a tagállam jelöli a személyeket, de azok szakmai felkészültségét mindig vizsgálják. Szükség esetén továbbképzésekkel növelik a személyi állomány hatékonyságát. A nem nemzetekhez kötött beosztásokra pályáztatás útján választják ki a jelöltet, aki csak a tagállamok állampolgára lehet (tehát a NAPMO-ban részt nem vevő országok csak nagyon korlátozott lehetőségekkel rendelkeznek).
Magyarország 2005-ös teljes jogú tagságát követően több beosztást is betölt az ügynökségnél.